# ايرل غورتون ينسلي
ايرل غورتون ينسلي (بالإنجليزية: Earle Gorton Linsley)‏ (و. 1910 – 2000 م) هو عالم حشرات، وعالم حيواني من الولايات المتحدة الأمريكية . ولد في أوكلاند (كاليفورنيا).
توفي في سونوما (كاليفورنيا)، عن عمر يناهز 90 عاماً.

## التعليم
تعلم في جامعة كاليفورنيا، بركلي

## مناصب وهيئات
أدار جامعة كاليفورنيا (بركلي).